# Emil Frey
Emil Frey (Arlesheim, 24 oktober 1838 - aldaar, 24 december 1924) was een Zwitsers politicus en militair. Hij was lid van de Bondsraad van 1891 tot 1897. In 1894 was hij bondspresident van Zwitserland.

## Biografie

### Afkomst en opleiding
Emil Frey was een zoon van Emil Remigius Frey. Hij was gehuwd met Emma Kloss. Na zijn schooltijd in Basel-Landschaft studeerde hij aan het gymnasium van Bazel, maar verliet de school uiteindelijk zonder diploma. Hij studeerde vervolgens landbouwkunde aan een agronomisch instituut in Jena.

### Amerikaanse Burgeroorlog
Vervolgens trok Frey naar de Verenigde Staten, waar hij vanaf 1860 aan de slag was als boerenknecht. Tijdens de Amerikaanse Burgeroorlog diende hij in het noordelijk leger, waar hij de rang van majoor bereikte. Van 1863 tot 1865 was hij krijgsgevangene van de zuiderlingen. Kort na de Burgeroorlog vestigde hij terug in Arlesheim.

### Politicus

#### Lid van de Nationale Raad
Na zijn terugkeer naar Zwitserland werd Frey kanselier van het kanton Basel-Landschaft. Kort daarna, van 1866 tot 1872, was hij lid van de Regeringsraad van Basel-Landschaft. Hij liet het Landraad van Basel-Landschaft een wet op de fabrieken goedkeuren en steunde de radicalen in de Kulturkampf in Zwitserland. In 1872 werd hij redacteur van de Basler Nachrichter. In hetzelfde jaar werd hij bij de parlementsverkiezingen van dat jaar verkozen als lid van de Nationale Raad, waar hij zou zetelen van 2 december 1872 tot 1 juli 1882 en van 1 tot 20 december 1890. Hij was voorzitter van de Nationale Raad van 7 juli 1875 tot 25 maart 1876. Vanaf 1878 was hij voorzitter van de fractie van de radicalen in de Bondsvergadering. Hij was een voorstander van de herziening van de Zwitserse Grondwet en was meermaals kandidaat bij Bondsraadsverkiezingen, maar geraakte niet verkozen.
Van 1882 tot 1888 was Frey de Zwitserse ambassadeur in Washington D.C., waar hij zich liet opvallen vanwege zijn steun aan de Zwitserse immigranten. Na zijn terugkeer naar Zwitserland werd hij in 1888 redacteur van de National-Zeitung in Bazel.

#### Lid van de Bondsraad
Nadat Frey pas voor een tweede mandaat was verkozen in de Nationale Raad, werd hij in 1890 alsnog verkozen tot lid van de Bondsraad als opvolger van Bernhard Hammer. Hij zetelde in de Bondsraad van 1 januari 1891 tot 31 maart 1897 en beheerde het Departement van Militaire Zaken. In 1894 was hij bondspresident van Zwitserland. In het Zwitserse leger had hij de graad van kolonel.
Frey legde zich toe op de Zwitserse landsverdediging, die destijds werd verwaarloosd, de fortificatie van de Gotthardpas en de bouw van een stuwdam in Saint-Maurice. In 1895 verwierp de bevolking zijn militaire hervorming in een referendum.

### Latere carrière
Na zijn periode in de Bondsraad werd Frey directeur van de Internationale Telegrafie-unie in Bern. Deze functie vervulde hij tot 1921.